# 9K32 Strela-2
O 9K32 “Strela-2” (em russo:  9К32 “Cтрела-2” — flecha; designação NATO: SA-7 Grail) é um míssil superfície-ar disparado a o ombro, de baixa altitude, com uma ogiva altamente explosiva, guiado por um sistema de infravermelhos. Semelhante ao norte-americano FIM-43 Redeye, representa a primeira geração de mísseis superfície-ar transportados pelo homem (MANPADS) da União Soviética. Entrou ao serviço em 1968, com produção em série a partir de 1970. O míssil Strela e suas variantes têm sido utilizado em um grande número de conflitos regionais desde sua entrada em serviço pela União Soviética, em 1968.

## Desenvolvimento
O fim da Segunda Guerra Mundial acarretou uma grande mudança na política de defesa soviética. Agora, o advento de longo alcance, alta altitude e os bombardeiros americanos com armas nucleares , capazes de penetrar o espaço aéreo soviético em alturas e velocidades inatingíveis para defesa aérea soviética na época (tanto por armas terra-ar quanto por seus interceptadores) aparece, deixando suas armas convencionais, todas obsoletas em um só golpe. Numerosos sistemas da misseis terra-ar de grande alcance/alta altitude, como o S-25 Berkut (SA-1 Guild) e S-75 Dvina (SA- 2 Guideline), foram rapidamente desenvolvidos e postos em operação para sanar essa necessidade da Defesa Aérea Soviética. A tecnologia aplicada nesses mísseis sanou à aparente "obsolescência" de suas armas convencionais, no entanto, ocorreu muito pouco desenvolvimento em relação as defesas aéreas moveis (uma vez que os misseis até o momento desenvolvidos eram fixos, e, quando moveis, incapazes de ser operado em campo).
Isso  mudou com o início da Guerra da Coreia. Um conflito inteiramente convencional, que revelou que as armas nucleares não podem e nem poderão ser a principal arma de combate em campo (controlando assim, muitas ideias, tanto americanas, quanto soviéticas com o uso de armas nucleares). Em face de uma Força Aérea Americana poderosa e moderna, mesmo sem o uso massivo de cargas nucleares, a União Soviética investiu massivamente em um sistema de defesa aérea multi-missões, composta por várias baterias terra-ar novas, podendo cobrir todas as faixas de altitude e proteger as forças terrestres de qualquer ameaça. A nova doutrina antiaérea soviética listou seis requisitos:
- Um Sistema de defesa aérea de média/alta altitude, auto-propulsado:  9K8 Krug (SA-4 Ganef)
- Um sistema de defesa aérea de média/baixa alcance, auto-propulsado: 3K9 Kub (SA-6 Gainful)
- Um sistema de defesa aérea de baixo alcance-baixa altitude, auto-propulsado: 9K33 Osa (SA-8 Gecko)
- Um sistema de defesa aérea por mísseis de muito-baixo alcance, auto-propulsado: 9K31 Strela-1 (SA-9 Gaskin)
- Um sistema de defesa aérea por canhões, guiado por radar, podendo operar em qualquer tempo, auto-propulsado: ZSU-23-4 Shilka.
- Um sistema de defesa aérea portátil. Podendo ser carregado e operado por um único soldado: 9K32 Strela-2 (SA-7 Grail)

Os sistemas 9K31 Strela-1 e 9K32 Strela-2 foram inicialmente destinados para ser sistemas portáteis para a infantaria. Como o Strela-2 provou ser consideravelmente menor e mais leve, o papel do Strela-1 foi alterado, tornando-se um sistema mais pesado, montado em um veículo, tendo seu alcance melhorado e alcançando desempenho para prover suporte a o ZSU-23-4 Shilka no papel de defesa aérea de regimento.
Como o desenvolvimento começou na Turopov OKB (mais tarde alterado para KBM Kolomna), eles tiveram informações detalhadas sobre o projeto do sistema FIM-43 Redeye, de fabricação americana. Embora tenha sido baseado em vários preceitos do sistema Redeye, o Strela-2 não foi uma simples cópia de engenharia reversa, mesmo que, em muitos aspectos, o design do Strela-2 tenha sido pesadamente baseado no design do Redeye, que tinha sido desenvolvido alguns anos antes. Devido à base técnica soviética, que era relativamente primitiva, o desenvolvimento do sistema Strela-2 foi demorado, tendo havido muitos problemas em meio a fase de desenvolvimento,  especialmente na concepção de uma cabeça de busca de tamanho suficiente para ser acomodada no pequeno míssil. Eventualmente, os designers tiveram que se contentar com uma cabeça de busca mais simples (e mais inferior) do que a utilizada no Redeye, permitindo assim, que a versão inicial do sistema, o 9K32 Strela-2 (SA- 7A Greif) pudesse finalmente entrar em serviço, no ano de 1968, com cinco anos de atraso.

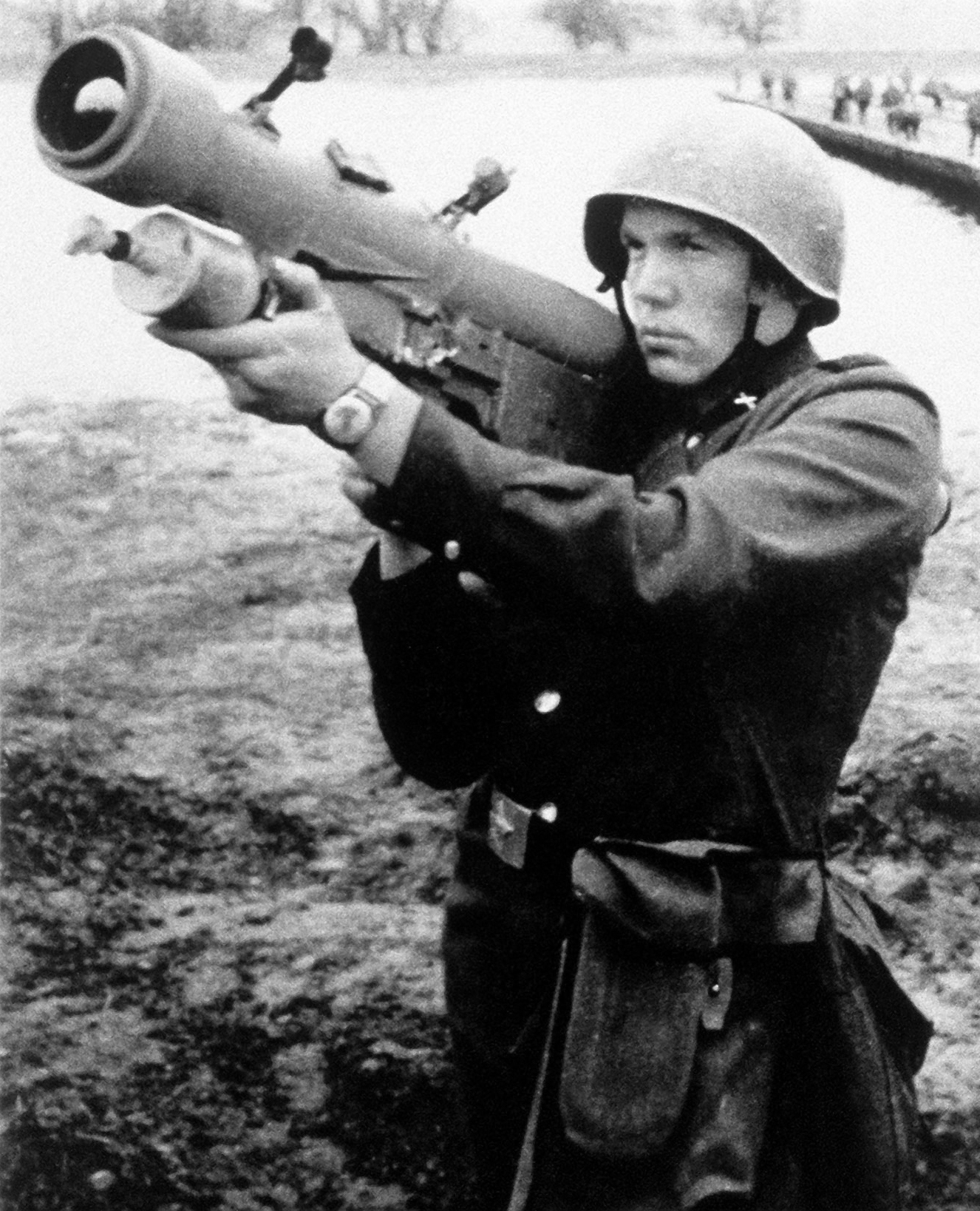
Militar soviético portando um míssil Strela-2 em posição de tiro

### Melhorias
A variante inicial do sistema sofria de vários problemas: só poderia se engajar alvos voando em velocidades relativamente baixas e baixas altitudes, podendo só disparar por trás da aeronave, ele sofria de uma baixa confiabilidade de orientação (especialmente na presença de fontes de radiação infravermelho, como o sol ou flares lançados pelo alvo) e, mesmo quando atingia o alvo, o míssil não detonava, não destruindo, algumas vezes, sequer neutralizando o alvo. Pobre letalidade era um problema, especialmente quando usado contra aviões a jato, a parte mais quente do alvo era a saída de exaustão da turbina, atrás da aeronave, parte que o míssil normalmente atingia, mas sua pequena ogiva se mostrava pífia, muitas vezes não conseguindo causar danos significativos para o próprio motor.
A fim de preencher as lacunas do sistema, uma versão melhorada foi desenvolvida, ainda em 1968, o 9K32M Strela-2M (SA-7b Greif), que foi desenvolvido para substituir provisoriamente a primeira variante do Strela-2. 
Como as modificações introduzidas no Strela-2M foram menores (além de já haver bem mais tecnologia disponível do que quando o Strela-2 foi desenvolvido), o processo de desenvolvimento e testes foi rápido e ela essa varainte foi aceita em serviço já em 1970. O Strela-2M substituiu o Strela-2 em linhas de produção imediatamente. Melhorias foram feitas especialmente para aumentar o envelope de engajamento do novo sistema : 
- Melhoras no foguete impulsor do míssil, o que aumentou o alcance de 3400m do sistema original para 4200m no sistema modernizado. O teto do míssil também foi aumentado com esta modificação, alcançando 2300m no novo sistema, em detrimento dos 1500m alcançados pelo foguete do antigo míssil.
- Melhoria da lógica de orientação e controle permitiu o engajamento de alvos como aeronaves a hélice e helicópteros (porém não poderia engajar jatos) se aproximando a uma velocidade máxima de 540 km/h (150 m/s)
- A velocidade máxima de alvos em mergulho foi aumentada de 792 km/h (220 m/s) para 936 km/h (260 m/s)
- Gatilho mais automatizado, fornecendo um método simplificado de disparo contra alvos rápidos.

Ao contrário do que foi inicialmente relatado em algumas publicações ocidentais da época, a informação mais recente indica que, embora a letalidade no impacto tinha provado ser um problema, a ogiva permaneceu a sendo a mesma utilizada no Strela-2, de 1,17 kg (incluindo a carga de TNT de 370g). Esta, de fato, permaneceu sendo a  ogiva de todos os MANPADS soviéticos, incluindo até, maioria das variantes do Igla. Para resolver o problema da pobre letalidade, a ogiva recebeu uma variante mais potente do explosivo HE (além de uma melhora na carga de TNT), uma nova espoleta, uma manobra terminal, finalmente, uma carga explosiva separada, para detonar qualquer combustível de foguete restantes. Esta carga foi gradativamente introduzida nos sistemas de MANPADS posteriores, porém, o design da ogiva original do Strela-2 se manteve.
As melhorias na cabeça de busca se resumiram apenas em pequenas alterações para permitir melhor discriminação do sinal do alvo contra as emissões infra-vermelhas de fundo.  Algumas fontes afirmam que a sensibilidade do buscador IR também foi melhorada. A única defesa contra contra-medidas infravermelhas permaneceu sendo o estreito campo de vista do cabeça de busca, o que poderia ser esperado para ajudar a rápida saída do flare do campo de visão do míssil, em detrimento de um alvo em alta velocidade.  Na prática, contra-medidas como o chaff e o flare provaram ser altamente eficazes contra ambas as versões do Strela-2.
O buscador IR é comumente referido como um rastreador de metal em altas temperaturas. O buscador só pode ver a energia infravermelha no espectro NIR (Infravermelho próximo), emitida por superfícies muito quentes, no caso, podendo ser somente visto no interior do bocal de exaustão da turbina. Isso limitando o disparo somente por trás do jato, a fim de conseguir emissão suficiente para o buscador IR do míssil. Essa característica deu a arma a alcunha de arma de vingança, uma vez que o míssil só pode ser disparado após a passagem da aeronave.
O Strela-2M também foi adquirido para uso a bordo navios de guerra do Pacto de Varsóvia, pela designação de 9K32MF Strela-2MF (SA-N-5 Grail). Sendo instalado em quatro tubos de mísseis em uma montagem tipo "pedestal", esta arma foi utilizada como defesa antiaérea a bordo dos navios de guerra anfíbios soviéticos e vários navios de combate menores, como Lanchas de patrulha ligeiras e monitores.

## Descrição

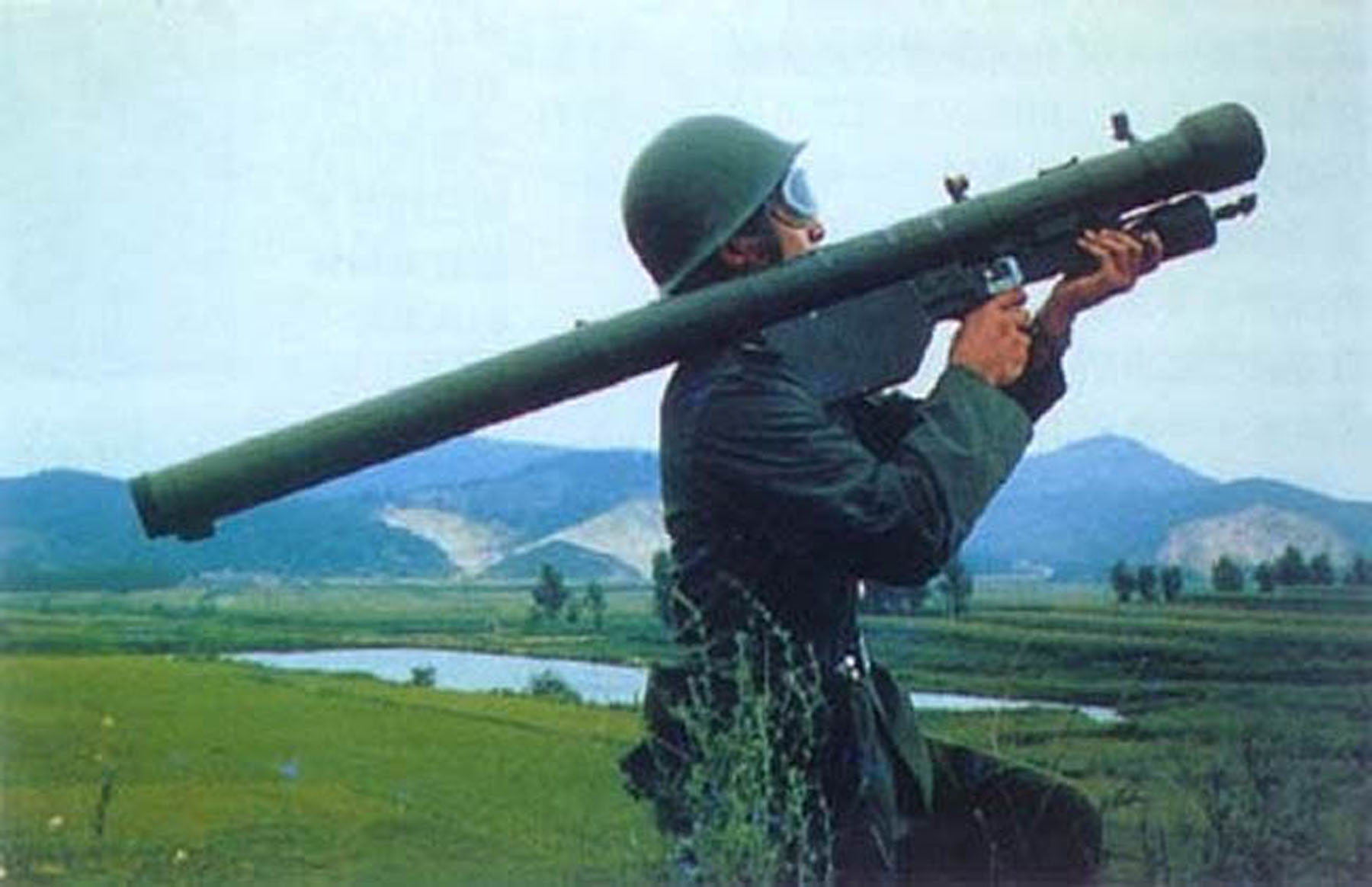
Strela-2M em posição de tiro

O sistema consiste em um míssil (9M32 no Strela-2 ou 9M32M no Strela-2M), um tubo de lançamento, na qual inclui uma mira tipo alça e massa, com eletrônica integrada (9P54 (Strela-2) e 9P54M (Strela-2M)) e uma bateria termoelétrica (9B17). Além disso, o sistema pode ser equipado com um receptor IFF (Identificação Amigo ou Inimigo - Friend or Foe) que é montado no capacete do atirador, a fim de evitar fogo amigo. A antena passiva que emite sinais acústicos para os fones de ouvido do atirador, assim o atirador, divisando se o alvo é inimigo ou amigo.
O míssil está pronto a disparar dentro de seis segundos: Após de ligar a fonte de alimentação, o atirador faz a visada com a mira e puxa o gatilho. Assim que o buscador IR está ativado ele faz as tentativas para engajar o alvo. Se o sinal é suficientemente forte e a velocidade angular dentro da gama for permissível (isto é indicado por uma luz vermelha e um sinal sonoro). O atirador deve agora apontar até que o foguete dure mais 0,8 segundos. A emissão de calor do foguete não é marcada, podendo o atirador visar novamente.
No início da queima do impulsionador do foguete no tubo de lançamento, ele acelera o foguete a 30 m/s e uma rotação de 20 rev/s (rotações por segundo). Depois de deixar o tubo, as barbatanas dianteiras e traseiras de 30 cm de envergadura são liberadas. Além disso, o mecanismo da ordem de auto-destruição é ativado, o que impede que o míssil atinga o chão, se depois de 17 segundos sem atingir o alvo.
Depois de cerca de 0,3 segundos a cerca de 5 metros de altura, ha a ignição do foguete, o míssil acelera a 430 m / s, em seguida, mantendo esta velocidade. Depois de cerca de 120 metros, o mecanismo de segurança final é desligado e a ogiva é armada.
O buscador IR, utilizando semicondutores de sulfureto de chumbo, é sensível a emissões (ou radiações) de infravermelho entre 0,2 e 1,5 microns de comprimento de onda. Ele tem um ângulo de visão de 1,9 graus e pode seguir o alvo com 9 graus por segundo de velocidade angular. O sistema eletrônico calcula a velocidade angular do alvo, e envia instruções de controle para levar a diferença entre o míssil e o alvo para zero.
A ogiva é detonada no impacto com o alvo. Ela não pode destruir um todo, mas pode danificar seriamente tanques, controles ou a unidade de modo que abata ou neutralize uma aeronave.

## Variantes
- 9K32 Strela-2 (SA-7 Grail)
  - 9K32E Strela-2E (SA-7 Grail)Versão de exportação do Strela-2

9K32M Strela-2M (SA-7b Grail)
  - 9K32ME Strela-2ME (SA-7b Grail)Versão de exportação do Strela-2M
9K32MV Strela-2MVVersão de disparo ar-ar para helicópteros.
9K32MF Strela-2MF (SA-N-5 Grail)Versão marítima do Strela-2M

9K32M2 Strela-2M2Strela-2M com a eletrônica e sistema de detecção do 9K310 Igla-1.
Strela 2M2J SavaVersão Iugoslava do Strela-2M, fabricado sob licença pela VTI (Instituto Tecnico Militar). Para este míssil, também se é usado a designação Strela-2MA.
CA-94Versão romena do Strela-2. Produzido sob licença
  - CA-94MModernização do CA-94 com melhor eletrônica e sistema de detecção do Strela-2M

HN-5Cópia chinesa do Strela-2
  - HN-5AVersão modernizada do míssil HN-5, tendo seu desempenho, similar a o do Strela-2M
HN-5J1AVersão melhorada de Bangladesh do HN-5.

Anza Mk.IVersão paquistanesa do HN-5.
Ayn al-SaqrVersão egípcia do Strela-2. Equipada com eletrônica e sistema de detecção da Thomson-CSF, de fabricação francesa.
Hwasung-ChongVersão norte-coreana do Strela-2